# Cecilia Tijerina
Cecilia Tijerina (Ciudad de México, 26 de julio de 1971) es una actriz mexicana conocida por sus papeles en telenovelas como Martín Garatuza (1986), Muchachitas (1991) y La verdad oculta (2006). También es guionista y productora.

## Filmografía

### Telenovelas
- La verdad oculta (2006), Susana Gómez
- Muchachitas (1991-1992), Mónica Sánchez Zúñiga
- La fuerza del amor (1990-1991), Haydée
- Luz y sombra (1989), Lucía
- Tal como somos (1987-1988), Maribel
- Martín Garatuza (1986), Lucía de Rivera

### Cine
- Un mundo maravilloso (2006), mamá ejemplar
- Once Upon a Time in Mexico (2003), mesera
- Sin ton ni Sonia (2003), Clarissa
- Picking up the pieces (2000), Leticia
- Can I be your bratwurst, please? (1999)
- Una maestra con Ángel (1994)
- Monarca (1994), Alejandra
- The taking of Beverly Hills (1991), chica en la fiesta
- One man out (1989), Pilar
- Barbarian queen II: The empress strikes back (1989), Tamis
- Esperanza (1988), Catalina (joven)
- Dimensiones Ocultas (1988), Deborah «Debbie»
- Trágico terremoto en México (1987), Connie
- Gaby: A true story (1987), Lupe

### Series de TV
- Mujeres asesinas (2008), episodio: «Emma costurera», Clara
- La rosa de Guadalupe (2008), episodio: «Tiempo de unión», Hilda
- Vecinos (2005), episodio: «Sin agua», Estefanía
- Televiteatros (1993), conductora
- La hora marcada (1989), episodio: «El café del fin del mundo», Cecilia

### Teatro
- Vaselina con Timbiriche (1984), ensamble. En los Televiteatros (hoy Centro Cultural Telmex)
- Muchachitas el musical (1992), Mónica. En el Teatro Hidalgo (Ignacio Retes del IMSS)